# Marc Lescarbot
Marc Lescarbot, né à Vervins (Aisne) vers 1570 et mort à Presles-et-Boves (Aisne) en 1641, est un érudit, avocat, voyageur, écrivain et courtisan originaire de Picardie.

## Biographie
De longues études à Vervins, à Paris, puis à Toulouse, l'amènent à connaître le latin, le grec, l'hébreu, les lettres anciennes et modernes. Licencié en droit civil et droit canonique, il devient avocat au parlement de Paris. Il fréquente régulièrement les érudits et les gens de lettres.
En 1598, il joue un petit rôle dans la paix de Vervins, composant pour l'occasion discours et poème. Il publie par la suite des traductions d'ouvrages en latin, mais l'essentiel de son œuvre reste à venir. Accompagnant un de ses amis, Jean de Poutrincourt, il part de La Rochelle en mai 1606 pour séjourner en Acadie, à Port-Royal, en Nouvelle-France, où il demeure jusqu’en juillet 1607,  avec ses compagnons Louis Hébert (cousin par alliance de ce dernier), et Samuel de Champlain. Marc Lescarbot et Jean de Poutrincourt sont des ex-ligueurs, fervents catholiques et, ralliés à Henri IV seulement lorsque celui-ci s’est converti au catholicisme. Selon Éric Thierry, « traumatisés par les guerres de religion, ces ligueurs imprégnés d’humanisme chrétien, désiraient implanter en Acadie, un christianisme des origines, une Société sainte en quelque sorte. Les rituels des soupers de l’Ordre de Bon-Temps, créé par Champlain, évoquaient les noces de Cana de la Vulgate ».

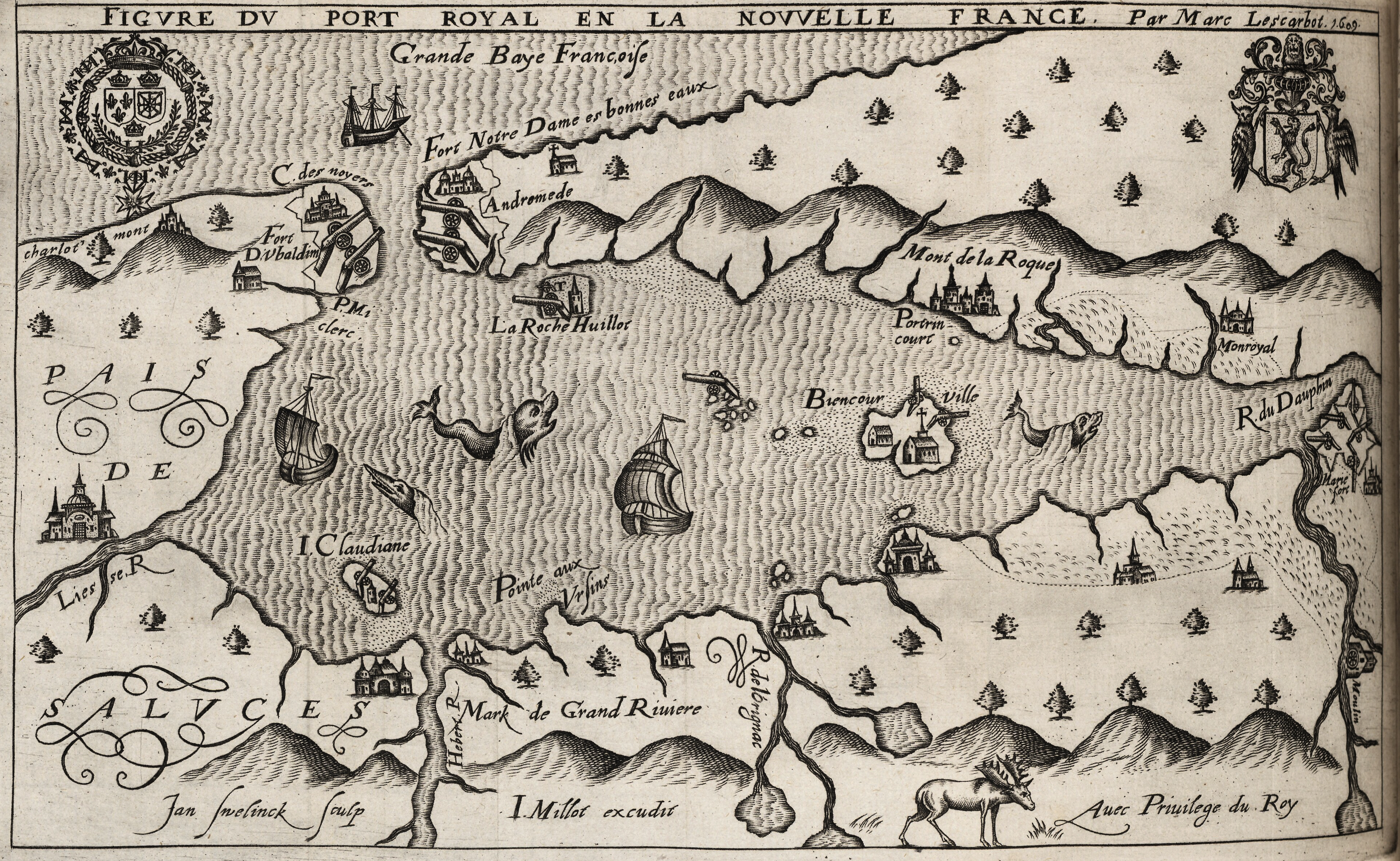
Figure du Port Royal en la Nouvelle France, par Marc Lescarbot.

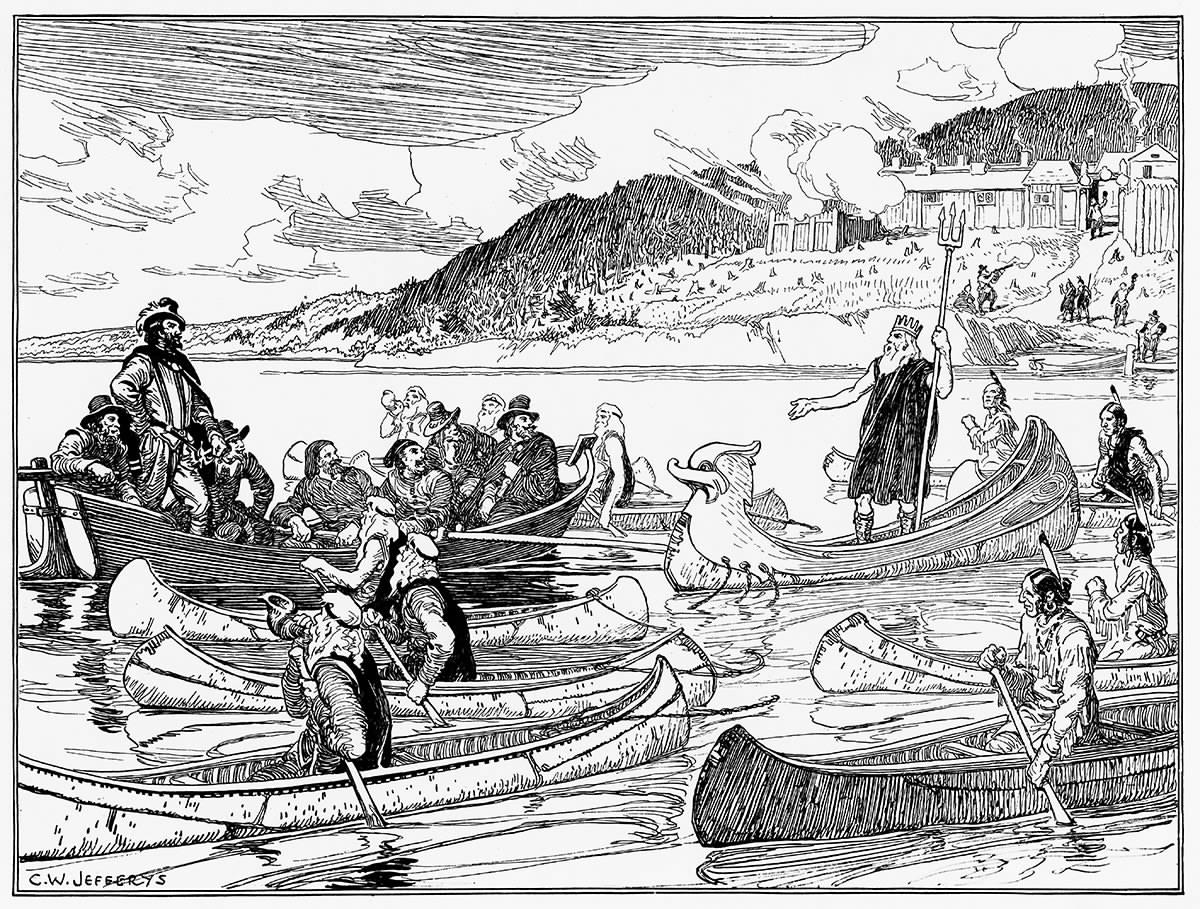
Le Théâtre de Neptune, dessin de Charles William Jefferys.

Ayant écrit quelques pièces en vers pendant le voyage, il produit également sur place, en 1606, une œuvre particulièrement originale, Le Théâtre de Neptune, pièce jouée sur l'eau pour fêter un retour d'exploration de Jean de Poutrincourt. Interprétée par les colons restés à l'habitation de Port-Royal et des Amérindiens Micmacs, il s'agit là de la première pièce de théâtre jouée en Amérique du Nord. Cette pièce a l'originalité d'intégrer des rôles amérindiens.

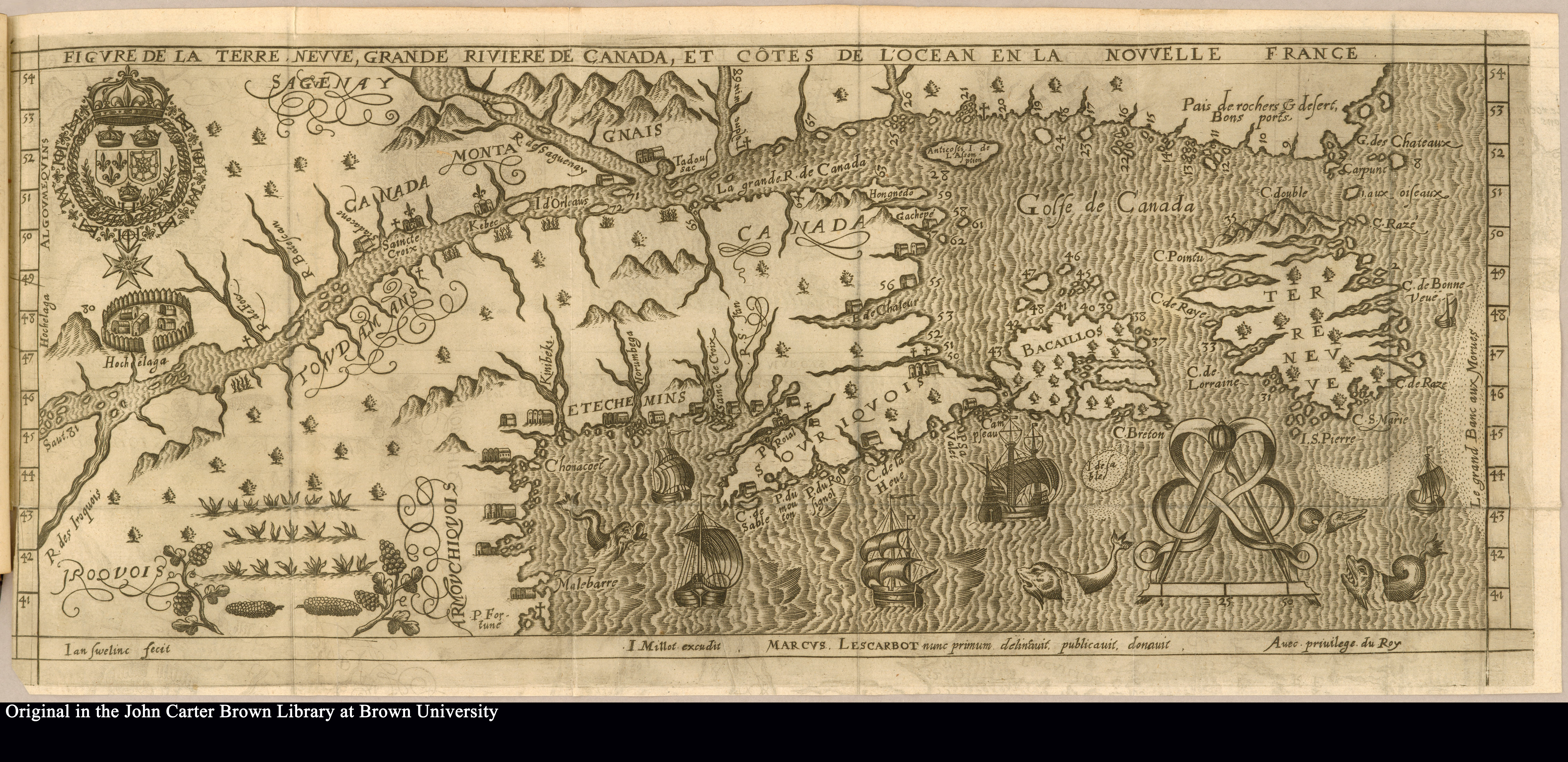
Carte de Marc Lescarbot, Figvre de la terre nevve, grande riviere de Canada, et côtes de l'ocean en la Novvelle France, 1609. Il faisait partie de l'expédition de l'Acadie en 1603-1607, avec Pierre Dugua de Mons et Champlain.

De retour en France, Marc Lescarbot fait paraître en 1609 une première édition de son Histoire de la Nouvelle-France, qu'il fait suivre de deux autres, complétées des derniers événements et de réflexions nouvelles, en 1611-1612 et 1617-1618. Il s'agit alors du premier ouvrage portant sur l'histoire de la Nouvelle-France, où sont rapportées les relations publiées par Champlain depuis 1603. Selon l’historien Éric Thierry, Lescarbot a copié la carte de Champlain de 1607 probablement lors de leur séjour commun à Port-Royal. On peut remarquer la similitude du compas enrubanné. Marc Lescarbot a aussi copié la carte du Port-Royal dessinée par Champlain. L'œuvre de Lescarbot est traduite en plusieurs langues et publiée à l'étranger, où elle obtient un franc succès. Y figurent, en prime, de nombreux développements sur la colonisation, l'économie, la vie et les mœurs indigènes, dans le même esprit humaniste que celui de Michel de Montaigne.
Le 21 août 1610, Jean de Biencourt (de Poutrincourt) arrive à Dieppe.  Marc Lescarbot l'accompagne lorsqu'il annonce à la reine-mère Marie de Médicis les baptêmes d’Indiens à Port-Royal.
Lescarbot ne retourna jamais en Nouvelle-France mais ne cessa de s'y intéresser, de s'informer, pour la mise à jour de son Histoire, d'abord, mais aussi pour plaider la cause de Jean de Poutrincourt et de la Nouvelle-France auprès de la Cour du roi : en témoigne sa correspondance avec Isaac de Razilly, datée de 1634.
Il eut également, au cours de sa vie, l'occasion de voyager en Suisse, dans le cadre de missions diplomatiques, avant d'être nommé commissaire de la Marine en 1619.
Le 3 septembre 1619, à presque 50 ans, Marc Lescarbot épousa en l'église Saint-Germain-l'Auxerrois à Paris Françoise de Valpergue, une jeune veuve dépossédée de ses biens par des créanciers indélicats. Voici ce que dit leur acte de mariage : Du jeudy, 1er jour d'aoust 1619, affidations entre Messire Marc Lescarbot, advocat en parlement et damoiselle Françoise de Valpergue. Espousez le 3e jour de septembre 1619. Marc Lescarbot consacra dès lors la majeure partie de son temps à récupérer pour son épouse, dans une interminable série de procès, ce qui pouvait l'être.
Mort en 1641 dans la maison des Valpergue, à Presles-et-Boves, étant sans descendance, il légua ce qu'il possédait à son frère et à son neveu. Son œuvre mérite toujours considération, à condition toutefois de se souvenir qu'il ne fut pas témoin direct des événements survenus outre-atlantique après 1607. Sans cet ouvrage unique qu'est son Histoire de la Nouvelle-France, nous n'aurions jamais eu connaissance de certains des faits qui marquèrent les premières heures de la découverte et de l'établissement de la Nouvelle-France.

## Publications
- Discours pour la Paix. Harangue d'action de grâces. Poèmes pour la Paix, écrits composés lors de la Paix de Vervins en 1598
- Adieu à la France, en vers, 1606[5]
- Le Théâtre de Neptune, 1607
- La Défaite des Amouchiquois, en vers, 1607
- Histoire de la Nouvelle-France, 1609, suivie de deux nouvelle éditions en 1611-1612[6],[7] et 1617-1618[5]
- Les Muses de la Nouvelle-France, pièces en vers qui suivent les différentes éditions de son Histoire de la Nouvelle-France (1612)[8]
- Tableau de la Suisse, en vers et prose, 1618
- La Chasse aux Anglais, en vers, 1629
- La Victoire du Roy, en vers, 1629
- Le Roy d'armes, ou l'art de bien former... (1640)[9]

### Traductions
- Discours de l'Origine des Russiens, 1599
- Discours véritable de la Réunion des Églises, 1599
- Histoire merveilleuse de l'abstinence triennale d'une fille de Confolens, 1602
- Le Guide des Curés, traduction des Instruciones Pastorum de Charles Borromée, dédiée à Geoffroy de Billy, « son nouveau protecteur et révérend père en Dieu », 1613[10].

### Rééditions
- Marc Lescarbot, Poésies et opuscules sur la Nouvelle-France, éd. Marie-Christine Pioffet et Isabelle Lachance, Montréal, Nota bene, 2014, 393 p.
- Marc Lescarbot, Voyages en Acadie (1604-1607), éd. Marie-Christine Pioffet, Paris, PUPS, 2007, 587 p.
- Marc Lescarbot, Les Muses de la Nouvelle-France, éd. Bernard Emont, Paris, L'Harmattan, 2004.